# Romance & Cigarettes
Romance & Cigarettes (Brasil: Romance e Cigarros / Portugal: Romance & Cigarros) é um filme estadunidense, dos gêneros comédia romântica e comédia musical escrito e dirigido por John Turturro e com produção executiva dos irmãos Coen. O filme é estrelado por James Gandolfini, Susan Sarandon, Kate Winslet, Steve Buscemi, Bobby Cannavale, Mandy Moore, Mary-Louise Parker, Aida Turturro, Christopher Walken, Barbara Sukowa, Elaine Stritch, Eddie Izzard, e Amy Sedaris. O filme foi indicado para um Leão de Ouro no Festival de Cinema de Veneza de 2005.
As filmagens foram adiadas por quase 2 anos devido ao compromisso de James Gandolfini com a série de televisão Os Sopranos. Na última semana de filmagens, Kate Winslet torceu o tornozelo, ao realizar uma cena de dança com James Gandolfini e Susan Sarandon foi dublada em suas cenas de canto.
Produzido pela produtora de Nova York GreeneStreet Films, com apoio financeiro da United Artists, dos irmãos Coen e a empresa Icon Entertainment International de Mel Gibson, Romance & Cigarettes estreou no Festival de Cinema de Veneza em 6 de setembro de 2005, seguido por uma exibição no Festival Internacional de Cinema de Toronto, uma semana depois. Foi lançado pela primeira vez no Reino Unido e na Irlanda em 24 de março de 2006, rapidamente seguido por vários outros países europeus em março e abril de 2006. Nos Estados Unidos, o filme recebeu um lançamento limitado em 7 de setembro de 2007, distribuído pelo próprio diretor Turturro, o motivo foi a compra da Metro-Goldwyn-Mayer pela Sony, o que gerou um impasse sobre quem teria o direito de distribuir o filme nos Estados Unidos. Embora se pretendesse originalmente que o United Artists devesse lidar com a distribuição dos EUA. UA ainda possui uma participação financeira neste filme, mas os principais direitos subjacentes estão atualmente com o Icon.

## Sinopse
Apesar de amar a esposa, Kitty (Susan Sarandon), com quem está casado há vários anos e tem três filhas, Nick Murder (James Gandolfini), um metalúrgico que constrói e repara pontes, fica com a cabeça virada por Tula (Kate Winslet), um sexy ruiva que é vendedora em uma loja de lingerie. Logo eles têm um caso. Quando Kitty descobre a infidelidade de Nick o coloca contra a parede, pois as duas ele não poderá ter.

## Elenco
- James Gandolfini — Nick Murder
- Susan Sarandon — Kitty Kane Murder
- Kate Winslet — Tula
- Steve Buscemi — Angelo
- Bobby Cannavale — Chetty Jr. / 'Fryburg'
- Mandy Moore — Baby Murder
- Mary-Louise Parker — Constance Murder
- Aida Turturro — Rosebud / 'Rara'
- Christopher Walken — Primo Bo
- Barbara Sukowa — Gracie
- Eddie Izzard — Padre Gene Vincent
- Amy Sedaris — Frances
- Elaine Stritch — Grace Murder
- P.J. Brown — Policial
- Adam LeFevre — namorado de Frances
- Tonya Pinkins — Medic
- Cady Huffman — Roe
- Kumar Pallana — Da Da Kumar

## Trilha sonora
| 1. "Delilah" - Tom Jones 2. "A Man Without Love" - Engelbert Humperdinck 3. "Piece of My Heart" - Dusty Springfield 4. "Answer Me, My Love" - Gene Ammons 5. "Red-Headed Woman" - Bruce Springsteen 6. "Scapricciatiello (Do You Love Me Like You Kiss Me?)" - Connie Francis 7. "Hot Pants" - Bobby Cannavale 8. "Quando m'innamoro" - Anna Identici 9. "Little Water Song" - Ute Lemper 10. "Prisoner of Love" - Cyndi Lauper 11. "Trouble" - Elvis Presley 12. "Tema de Sansão e Dalila" - Victor Young | 1. "El cuarto de Tula" - Buena Vista Social Club 2. "Piece of My Heart" - Erma Franklin 3. "I Want Candy" - Mandy Moore com Aida Turturro e Mary-Louise Parker 4. "It's a Man's Man's Man's World" - James Brown 5. "It Must Be Him" - Vikki Carr 6. "The Girl That I Marry" - James Gandolfini e Susan Sarandon 7. "Ten Commandments of Love" - Harvey & The Moonglows 8. "I Wonder Who's Kissing Her Now" - Aida Turturro 9. "Banks of the Ohio" - David Patrick Kelly e Katherine Borowitz 10. "Piece of My Heart" - Janis Joplin 11. "When the Saviour Reached Down for Me" - The R&C Choir |